# Ово је могла да буде наша дневна соба
Ово је могла да буде наша дневна соба је збирка поезије аутора Бобана Стојановића објављена 2023. године у издању издавачке куће Ренде из Београда.

## О књизи
Збирка песама насловљена Ово је могла да буде наша дневна соба како аутор каже својом ширином треба да заокружи све теме којих се у песмама дотиче. Дневна соба је место у коме се осећамо сигурно са самима собом, са породицом и пријатељима, славимо славе и рођендане, једемо, спавамо, водимо љубав и озбиљне разговоре, место на коме се одвија живот. Наслов указује на то да су актери Бобанових песама свесни постојања једног таквог простора, али да га нису искористили на најбољи начин. Аутор је песме објављене у збирци писао у периоду од годину и по дана, у периоду када је по први пут у животу осећао стабилност - добио канадско држављанство, пасош, имао стабилан посао, купио стан, стекао нове пријатеље. Такав начин живота омогућио му је да се суочи са траумама које је понео из Србије. Тек када је осетио стабилност и видео како живот може да изгледа, био је спреман да се суочи са траумама из прошлости и да ради на њима. За њега је писање песама био начин да се од свега наведеног излечи.
Песме у збирци углавном говоре о насиљу, неко је лично доживео а неком насиљу је сведочио као посматрач. Велики број песама се односи на породично насиље, над децом и старима, посебно на насиље над женама. Неке за тему имају дискриминацију над Ромима и другим мањинама.
Бобан Стојановић за своје песме каже:
Моје песме су сирове, пуне меса, крви, влаге, мемле, свега што сам видео у животу и решио да не игноришем већ да искажем поштовање јер – све то постоји. Моје песме не лете по ваздуху, оне су ту, доле и могу да се осете под стопалима, изазивају пријатност и бол, како која, све је у њима реално. Одатле структуираност.
Ово је могла да буде наша дневна соба је Бобанова друга објављена књига, а прва збирка поезије.